# Tarogong
Tarogong is een bestuurslaag in het regentschap Garut van de provincie West-Java, Indonesië. Tarogong telt 5743 inwoners (volkstelling 2010).